# Lista de telemóveis da Nokia
A lista que se segue é uma lista de alguns modelos de celulares da Nokia.

## Séries 1xxx–9xxx

### Série Nokia 1xxx – Série Ultrabásica
| Modelo do celular | Tipo de tela                                | Lançado | Tecnologia/Frequência | Geração | Formato  |
| Nokia 1011        | Monocromático                               | 1992    | CDMA                  | DCT4    | Candybar |
| Nokia 1100        | Monocromático de Resolução 96 x 65          | 2003    | GSM                   | DCT4    | Candybar |
| Nokia 1101        | Monocromático de Resolução 96 x 65          | 2005    | GSM                   | DCT4    | Candybar |
| Nokia 1108        | Monocromático de Resolução 96 x 65          | 2005    | GSM                   | DCT4    | Candybar |
| Nokia 1110        | Mnocromático de Resolução 96 x 68 (Inverso) | 2005    | GSM                   | DCT4    | Candybar |
| Nokia 1112        | Mnocromático de Resolução 96 x 68 (Inverso) | 2006    | GSM                   | DCT4    | Candybar |
| Nokia 1220        | Monocromático de Resolução 84 x 48          | 2002    | TDMA/AMPS             | DCT3    | Candybar |
| Nokia 1221        | Monocromático de Resolução 84 x 48          | 2002    | TDMA/AMPS             | DCT3    | Candybar |
| Nokia 1260        | Monocromático de Resolução 84 x 48          | 2002    | TDMA/AMPS             | DCT3    | Candybar |
| Nokia 1261        | Monocromático de Resolução 84 x 48          | 2002    | TDMA/AMPS             | DCT3    | Candybar |
| Nokia 1600        | A cores (65 536 cores) de Resolução 96 x 68 | 2005    | GSM                   | DCT4    | Candybar |
| Nokia 1610        | Monocromático                               | 1996    | GSM                   | DCT1    | Candybar |
| Nokia 1611        | Monocromático                               | 1997    | GSM                   | DCT1    | Candybar |
| Nokia 1620        | Monocromático                               | 1998    | GSM                   | DCT1    | Candybar |
| Nokia 1630        | Monocromático                               | 1998    | GSM                   | DCT1    | Candybar |
| Nokia 1631        | Monocromático                               | 1998    | GSM                   | DCT1    | Candybar |

São celulares básicos que têm como público alvo os países emergentes e pessoas com poucos recursos monetários.

### Série Nokia 2xxx – Série Básica
| Modelo do Celular | Tipo de tela                                | Lançado | Tecnologia       | Geração      | Formato  |
| Nokia 2010        | Monocromático                               | 1994    | GSM              | DCT1         | Candybar |
| Nokia 2100        | Monocromático de Resolução 96 x 65          | 2003    | GSM              | DCT3         | Candybar |
| Nokia 2110        | Monocromático                               | 1995    | GSM              | DCT1         | Candybar |
| Nokia 2110i       | Monocromático                               | 1996    | GSM              | DCT1         | Candybar |
| Nokia 2112        | Monocromático de Resolução 96 x 65          | 2004    | CDMA2000 1x      | DCT4         | Candybar |
| Nokia 2115        | Monocromático de Resolução 96 x 65          | 2005    | CDMA2000 1x      | Desconhecida | Candybar |
| Nokia 2115i       | Monocromático de Resolução 96 x 65          | 2005    | CDMA2000 1x      | Desconhecida | Candybar |
| Nokia 2116i       | Monocromático de Resolução 96 x 65          | 2005    | CDMA2000 1x      | Desconhecida | Candybar |
| Nokia 2118        | Monocromático de Resolução 96 x 65          | 2005    | CDMA2000 1x      | Desconhecida | Candybar |
| Nokia 2125i       | Cores (65 536 cores) de Resolução 96 x 65   | 2005    | CDMA2000 1x/AMPS | Desconhecida | Candybar |
| Nokia 2126i       | Cores (65 536 cores) de Resolução 96 x 65   | 2005    | CDMA2000 1x      | Desconhecida | Candybar |
| Nokia 2128i       | Cores (65 536 cores) de Resolução 96 x 65   | 2005    | CDMA2000 1x      | Desconhecida | Candybar |
| Nokia 2160        | Monocromático                               | 1996    | TDMA/AMPS        | Desconhecida | Candybar |
| Nokia 2160i       | Monocromático                               | 1997    | TDMA/AMPS        | Desconhecida | Candybar |
| Nokia 2170        | Monocromático                               | 1998    | CDMA             | Desconhecida | Candybar |
| Nokia 2180        | Monocromático                               | 1997    | CDMA/AMPS        | Desconhecida | Candybar |
| Nokia 2190        | Monocromático                               | 1997    | GSM              | DCT1         | Candybar |
| Nokia 2220        | Monocromático de Resolução 84 x 48          | 2003    | TDMA/AMPS        | Desconhecida | Candybar |
| Nokia 2220 Slide  | Cores (65 536 cores) de Resolução 128 x 160 | 2009    | GSM              | Desconhecida | Slide    |
| Nokia 2255        | Cores (65 536 cores) de Resolução 128 x 128 | 2005    | CDMA2000 1x      | Desconhecida | Concha   |
| Nokia 2260        | Monocromático de Resolução 84 x 48          | 2003    | TDMA/AMPS        | Desconhecida | Candybar |
| Nokia 2270        | Monocromático de Resolução 96 x 65          | 2003    | CDMA2000 1x      | Desconhecida | Candybar |
| Nokia 2272        | Moncromático de Resolução 96 x 65           | 2003    | CDMA2000 1x      | Desconhecida | Candybar |
| Nokia 2280        | Monocromático de Resolução 96 x 65          | 2003    | CDMA2000 1x      | Desconhecida | Candybar |
| Nokia 2285        | Monocromático de Resolução 96 x 65          | 2003    | CDMA2000 1x      | Desconhecida | Candybar |
| Nokia 2300        | Monocromático de Resolução 96 x 65          | 2004    | GSM              | DCT4         | Candybar |
| Nokia 2600        | Cores (4096 cores) de Resolução 128 x 128   | 2004    | GSM              | DCT4         | Candybar |
| Nokia 2610        | Cores (65 536 cores) de Resolução 128 x 128 | 2006    | GSM              | DCT4         | Candybar |
| Nokia 2650        | Cores (4096 cores) de Resolução 128 x 128   | 2004    | GSM              | DCT4         | Concha   |
| Nokia 2651        | Cores (4096 cores) de Resolução 128 x 128   | 2004    | GSM              | DCT4         | Concha   |
| Nokia 2652        | Cores (4096 cores) de Resolução 128 x 128   | 2005    | GSM              | Desconhecida | Concha   |
| Nokia 2760        | Cores (65.536 cores) de Resolução 128 x 160 | 2007    | GSM              | DCT4         | Concha   |

### Série Nokia 3xxx – Série Expressão
| Modelo do celular  | Tipo de tela                                                                                    | Lançado | Tecnologia       | Geração      | Formato                    |
| Nokia 3100         | Cores (4096 cores) de Resolução 128 x 128                                                       | 2003    | GSM              | DCT4         | Candybar                   |
| Nokia 3105         | Cores (4096 cores) de Resolução 128 x 128                                                       | 2003    | CDMA2000 1x      | Desconhecida | Candybar                   |
| Nokia 3108         | Cores (4096 cores) de Resolução 128 x 128                                                       | 2003    | GSM              | DCT4         | Candybar                   |
| Nokia 3110         | Monocromático                                                                                   | 1997    | GSM              | DCT2         | Candybar                   |
| Nokia 3120         | Cores (4096 cores) de Resolução 128 x 128                                                       | 2004    | GSM              | DCT4         | Candybar                   |
| Nokia 3120 classic | Cores (16 milhões) de Resolução 320 x 240                                                       | 2008    | GSM/UMTS         | BB5.0        | Candybar                   |
| Nokia 3125         | Cores (4096 cores) de Resolução 128 x 128                                                       | 2004    | CDMA2000 1x      | Desconhecida | Candybar                   |
| Nokia 3128         | Cores (65 536 cores) de Resolução 128 x 160 A cores (4096 cores) de Resolução 96 x 64 (externo) | 2004    | GSM              | Desconhecida | Concha                     |
| Nokia 3152         | Cores (262 144 cores) de Resolução 128 x 160 Monocromático de Resolução 96 x 65 (externo)       | 2005    | CDMA2000 1x      | Desconhecida | Concha                     |
| Nokia 3155         | Cores (262 144 cores) de Resolução 128 x 160 Monocromático de Resolução 96 x 65 (externo)       | 2005    | CDMA2000 1x      | Desconhecida | Concha                     |
| Nokia 3200         | Cores (4096 cores) de Resolução 128 x 128                                                       | 2003    | GSM              | DCT4         | Candybar                   |
| Nokia 3205         | Cores (4096 cores) de Resolução 128 x 128                                                       | 2004    | CDMA2000 1x/AMPS | DCT4         | Candybar                   |
| Nokia 3210         | Monocromático de Resolução 84 x 48                                                              | 1999    | GSM              | DCT3         | Candybar                   |
| Nokia 3220         | Cores (65 536 cores) de Resolução 128 x 128                                                     | 2004    | GSM              | DCT4         | Candybar                   |
| Nokia 3230         | Cores (65 536 cores) de Resolução 176 x 208                                                     | 2005    | GSM              | DCT4         | Candybar                   |
| Nokia 3250         | Cores (262 144 cores) de Resolução 176 x 208                                                    | 2005    | GSM              | BB5.0        | Twist                      |
| Nokia 3280         | Monocromático de Resolução 84 x 48                                                              | 2001    | CDMA/AMPS        | Desconhecida | Candybar                   |
| Nokia 3285         | Monocromático de Resolução 84 x 48                                                              | 2001    | CDMA/AMPS        | Desconhecida | Candybar                   |
| Nokia 3300         | Cores (4096 cores) de Resolução 128 x 128                                                       | 2003    | GSM              | DCT4         | Candybar                   |
| Nokia 3310         | Monocromático de Resolução 84 x 48                                                              | 2000    | GSM              | DCT3         | Candybar                   |
| Nokia 3315         | Monocromático de Resolução 84 x 48                                                              | 2002    | GSM              | DCT3         | Candybar                   |
| Nokia 3320         | Monocromático de Resolução 84 x 48                                                              | 2001    | TDMA/AMPS        | Desconhecida | Candybar                   |
| Nokia 3330         | Monocromático de Resolução 84 x 48                                                              | 2001    | GSM              | DCT3         | Candybar                   |
| Nokia 3350         | Monocromático de Resolução 96 x 65                                                              | 2001    | GSM              | DCT3         | Candybar                   |
| Nokia 3360         | Monocromático de Resolução 84 x 48                                                              | 2001    | TDMA/AMPS        | DCT3         | Candybar                   |
| Nokia 3390         | Monocromático de Resolução 84 x 48                                                              | 2000    | GSM              | DCT3         | Candybar                   |
| Nokia 3395         | Monocromático de Resolução 84 x 48                                                              | 2001    | GSM              | DCT3         | Candybar                   |
| Nokia 3410         | Monocromático de Resolução 96 x 65                                                              | 2002    | GSM              | DCT3         | Candybar                   |
| Nokia 3510         | Monocromático de Resolução 96 x 65                                                              | 2002    | GSM              | DCT4         | Candybar                   |
| Nokia 3510i        | Cores (4096 cores) de Resolução 96 x 65                                                         | 2002    | GSM              | DCT4         | Candybar                   |
| Nokia 3520         | Cores (4096 cores) de Resolução 96 x 65                                                         | 2003    | TDMA/AMPS        | Desconhecida | Candybar                   |
| Nokia 3530         | Cores (4096 cores) de Resolução 96 x 65                                                         | 2003    | GSM              | DCT4         | Candybar                   |
| Nokia 3560         | Cores (4096 cores) de Resolução 96 x 65                                                         | 2003    | TDMA/AMPS        | Desconhecida | Candybar                   |
| Nokia 3570         | Monocromático de Resolução 96 x 65                                                              | 2003    | CDMA2000 1x      | Desconhecida | Candybar                   |
| Nokia 3585         | Monocromático de Resolução 96 x 65                                                              | 2002    | CDMA2000 1x/AMPS | DCT4         | Candybar                   |
| Nokia 3585i        | Monocromático de Resolução 96 x 65                                                              | 2003    | CDMA2000 1x/AMPS | DCT4         | Candybar                   |
| Nokia 3586i        | Cores (4096 cores) de Resolução 96 x 65                                                         | 2003    | CDMA2000 1x/AMPS | Desconhecida | Candybar                   |
| Nokia 3587i        | Cores (4096 cores) de Resolução 96 x 65                                                         | 2003    | CDMA2000 1x/AMPS | Desconhecida | Candybar                   |
| Nokia 3588i        | Cores (4096 cores) de Resolução 96 x 65                                                         | 2003    | CDMA2000 1x/AMPS | Desconhecida | Candybar                   |
| Nokia 3589i        | Cores (4096 cores) de Resolução 96 x 65                                                         | 2003    | CDMA2000 1x/AMPS | Desconhecida | Candybar                   |
| Nokia 3590         | Monocromático de Resolução 96 x 65                                                              | 2002    | GSM              | DCT4         | Candybar                   |
| Nokia 3595         | Cores (4096 cores) de Resolução 96 x 65                                                         | 2003    | GSM              | DCT4         | Candybar                   |
| Nokia 3600         | Cores (4096 cores) de Resolução 176 x 208                                                       | 2003    | GSM              | DCT4         | Candybar                   |
| Nokia 3600 slide   | Cores (16 700 000) de Resolução 320 x 240                                                       | 2008    | GSM              | Desconhecido | Slide                      |
| Nokia 3610         | Monocromático de Resolução 96 x 65                                                              | 2002    | GSM              | DCT3         | Candybar                   |
| Nokia 3620         | Cores (65 536 cores) de Resolução 176 x 208                                                     | 2003    | GSM              | DCT4         | Candybar                   |
| Nokia 3650         | Cores (4096 cores) de Resolução 176 x 208                                                       | 2003    | GSM              | DCT4         | Candybar/ Teclado circular |
| Nokia 3660         | Cores (65 536 cores) de Resolução 176 x 208                                                     | 2003    | GSM              | DCT4         | Candybar                   |
| Nokia 3810         | Monocromático                                                                                   | 1997    | GSM              | DCT3         | Candybar                   |

### Série Nokia 5xxx – Série Ativa
| Modelo do celular      | Tipo de tela                                      | Lançado | Tecnologia    | Geração      | Formato                        |
| Nokia 5100             | Cores (4096 cores) de Resolução 128 x 128         | 2003    | GSM           | DCT4         | Candybar                       |
| Nokia 5110             | Monocromático de Resolução 84 x 48                | 1998    | GSM           | DCT3         | Candybar                       |
| Nokia 5120             | Monocromático de Resolução 84 x 48                | 1998    | TDMA/AMPS     | Desconhecida | Candybar                       |
| Nokia 5125             | Monocromático de Resolução 84 x 48                | 1998    | TDMA/AMPS     | Desconhecida | Candybar                       |
| Nokia 5130 XpressMusic | Cores, resolução 320 x240                         | 2009    | GSM           | S40v5        | Candybar                       |
| Nokia 5140             | Cores (4096 cores) de Resolução 128 x 128         | 2004    | GSM           | DCT4         | Candybar                       |
| Nokia 5140i            | Cores (65 536 cores) de Resolução 128 x 128       | 2005    | GSM           | DCT4         | Candybar                       |
| Nokia 5160             | Monocromático de Resolução 84 x 48                | 1998    | TDMA/AMPS     | Desconhecida | Candybar                       |
| Nokia 5165             | Monocromático de Resolução 84 x 48                | 2000    | TDMA/AMPS     | Desconhecida | Candybar                       |
| Nokia 5170             | Monocromático de Resolução 84 x 48                | 1999    | CDMA          | Desconhecida | Candybar                       |
| Nokia 5170i            | Monocromático de Resolução 84 x 48                | 1999    | CDMA          | Desconhecida | Candybar                       |
| Nokia 5180i            | Monocromático de Resolução 84 x 48                | 2002    | CDMA/AMPS     | Desconhecida | Candybar                       |
| Nokia 5185i            | Monocromático de Resolução 84 x 48                | 2002    | CDMA/AMPS     | Desconhecida | Candybar                       |
| Nokia 5190             | Monocromático de Resolução 84 x 48                | 1998    | GSM           | DCT3         | Candybar                       |
| Nokia 5200             | Cores (262 144 cores) de Resolução 128 x 160      | 2007    | GSM           | BB5.0        | Desliza                        |
| Nokia 5210             | Monocromático de Resolução 84 x 48                | 2002    | GSM           | DCT3         | Candybar                       |
| Nokia 5220             | Cores (256) Resolução 240 x 320                   | Q3 2008 | GSM           | ?            | Candybar                       |
| Nokia 5230             | Cores (16 000 000) Resolução 640 x 360            | 2009    | GSM/EDGE/3G   | BB5          | Candybar/touchscreen resistiva |
| Nokia 5233             | Cores (16 000 000) Resolução 640 x 360            | Q3 2010 | GSM/EDGE      | BB5          | Candybar/touchscreen resistiva |
| Nokia 5500             | Cores (262 144 cores) de Resolução 208 x 208      | 2006    | GSM           | BB5.0        | Candybar                       |
| Nokia 5510             | Monocromático de Resolução 84 x 48                | 2001    | GSM           | DCT3         | Candybar                       |
| Nokia 5530 XpressMusic | Cores (16 000 000) Resolução 640 x 360            | 2009    | GSM/EDGE/3G   | BB5          | Candybar/touchscreen resistiva |
| Nokia 5610             | A cores (16 777 216 cores) de resolução 240 x 320 | 2007    | UMTS/GSM/EDGE | Desconhecida | Slide/Desliza                  |
| Nokia 5700             | Cores (16 000 000) de Resolução 320 x 240         | 2007    | GSM           | Desconhecida | Twist                          |
| Nokia 5800 XpressMusic | A cores (16 000 000) de Resolução 640 x 360       | 2008    | WCDMA         | Desconhecida | Candybar/Touchscreen           |

Observação: Atualmente, os únicos celulares no formato Twist (teclado que gira em 360°), são os celulares Nokia 3250 e Nokia 5700. O nokia 5233 é uma edição reduzida do Nokia 5230 que foi lançado no mercado americano (Do norte, do sul e central). No continente Europeu foi lançado o Nokia 5228 que é o identico ao 5233 e uma redução do 5230.

### Série Nokia 6xxx – Série Clássica de Negócios
| Modelo do Telemóvel                 | Tipo de Ecrã                                                                                         | Lançado | Tecnologia       | Geração      | Formato                         |
| Nokia 6010                          | A cores (4096 cores) de Resolução 96 x 65                                                            | 2004    | GSM              | DCT4         | Candybar                        |
| Nokia 6011i                         | A cores (4096 cores) de Resolução 96 x 65                                                            | 2004    | CDMA2000 1x      | DCT4         | Candybar                        |
| Nokia 6012                          | A cores (4096 cores) de Resolução 96 x 65                                                            | 2004    | CDMA2000 1x/AMPS | DCT4         | Candybar                        |
| Nokia 6015                          | A cores (4096 cores) de Resolução 96 x 65                                                            | 2004    | CDMA2000 1x/AMPS | DCT4         | Candybar                        |
| Nokia 6015i                         | A cores (4096 cores) de Resolução 96 x 65                                                            | 2004    | CDMA2000 1x/AMPS | DCT4         | Candybar                        |
| Nokia 6016i                         | A cores (4096 cores) de Resolução 96 x 65                                                            | 2004    | CDMA2000 1x/AMPS | DCT4         | Candybar                        |
| Nokia 6019i                         | A cores (4096 cores) de Resolução 96 x 65                                                            | 2004    | CDMA2000 1x/AMPS | DCT4         | Candybar                        |
| Nokia 6020                          | A cores (65 536 cores) de Resolução 128 x 128                                                        | 2005    | GSM              | DCT4         | Candybar                        |
| Nokia 6021                          | A cores (65 536 cores) de Resolução 128 x 128                                                        | 2005    | GSM              | DCT4         | Candybar                        |
| Nokia 6030                          | A cores (65 536 cores) de Resolução 128 x 128                                                        | 2005    | GSM              | DCT4         | Candybar                        |
| Nokia 6060                          | A cores (65 536 cores) de Resolução 128 x 160                                                        | 2005    | GSM              | DCT4         | Concha                          |
| Nokia 6085                          | A cores (262 000 cores) de Resolução 128 x 160                                                       | 2007    | GSM              | DCT4         | Concha                          |
| Nokia 6090 (telemóvel de automóvel) | Monocromático de Resolução 84 x 48                                                                   | 1999    | GSM              | DCT3         | Candybar                        |
| Nokia 6100                          | A cores (4096 cores) de Resolução 128 x 128                                                          | 2002    | GSM              | DCT4         | Candybar                        |
| Nokia 6101                          | A cores (65 536 cores) de Resolução 128 x 160                                                        | 2005    | GSM              | DCT4         | Concha                          |
| Nokia 6102                          | A cores (65 536 cores) de Resolução 128 x 160                                                        | 2005    | GSM              | DCT4         | Concha                          |
| Nokia 6102i                         | A cores (65 536 cores) de Resolução 128 x 160                                                        | 2006    | GSM              | DCT4         | Concha                          |
| Nokia 6103                          | A cores (65 536 cores) de Resolução 128 x 160                                                        | 2006    | GSM              | DCT4         | Concha                          |
| Nokia 6108                          | A cores (4096 cores) de Resolução 128 x 128                                                          | 2003    | GSM              | DCT4         | Candybar                        |
| Nokia 6110                          | Monocromático de Resolução 84 x 48                                                                   | 1997    | GSM              | DCT3         | Candybar                        |
| Nokia 6111                          | A cores (262 144 cores) de Resolução 128 x 160                                                       | 2005    | GSM              | DCT4         | Desliza                         |
| Nokia 6120                          | Monocromático de Resolução 84 x 48                                                                   | 1998    | TDMA/AMPS        | Desconhecida | Candybar                        |
| Nokia 6125                          | A cores (262 144 cores) de Resolução 128 x 160                                                       | 2006    | GSM              | BB5.0        | Concha                          |
| Nokia 6126                          | A cores (16 777 216 cores) de Resolução 320 x 240                                                    | 2006    | GSM              | BB5.0        | Concha                          |
| Nokia 6130                          | Monocromático de Resolução 84 x 48                                                                   | 1997    | GSM              | DCT3         | Candybar                        |
| Nokia 6131                          | A cores (16 777 216 cores) de Resolução 320 x 240                                                    | 2006    | GSM              | BB5.0        | Concha                          |
| Nokia 6133                          | A cores (16 777 216 cores) de Resolução 320 x 240                                                    | 2006    | GSM              | Desconhecida | Concha                          |
| Nokia 6136                          | A cores (262 144 cores) de Resolução 128 x 160                                                       | 2006    | GSM/UMA (VoIP)   | Desconhecida | Concha                          |
| Nokia 6138                          | Monocromático de Resolução 84 x 48                                                                   | 1997    | GSM              | DCT3         | Candybar                        |
| Nokia 6150                          | Monocromático de Resolução 84 x 48                                                                   | 1998    | GSM              | DCT3         | Candybar                        |
| Nokia 6155                          | A cores (262 144 cores) de Resolução 128 x 160 A cores (65 536 cores) de Resolução 96 x 65 (externo) | 2005    | CDMA2000 1x/AMPS | Desconhecida | Concha                          |
| Nokia 6155i                         | A cores (262 144 cores) de Resolução 128 x 160 A cores (65 536 cores) de Resolução 96 x 65 (externo) | 2005    | CDMA2000 1x/AMPS | Desconhecida | Concha                          |
| Nokia 6160                          | Monocromático de Resolução 84 x 48                                                                   | 1998    | TDMA/AMPS        | Desconhecida | Candybar                        |
| Nokia 6170                          | A cores (65 536 cores) de Resolução 128 x 160                                                        | 2004    | GSM              | DCT4         | Concha                          |
| Nokia 6185                          | Monocromático                                                                                        | 1999    | CDMA/AMPS        | Desconhecida | Candybar                        |
| Nokia 6190                          | Monocromático de Resolução 84 x 48                                                                   | 1997    | GSM              | DCT3         | Candybar                        |
| Nokia 6200                          | A cores (4096 cores) de Resolução 128 x 128                                                          | 2003    | GSM              | DCT4         | Candybar                        |
| Nokia 6210                          | Monocromático de Resolução 96 x 65                                                                   | 2000    | GSM              | DCT3         | Candybar                        |
| Nokia 6220                          | A cores (4096 cores) de Resolução 128 x 128                                                          | 2003    | GSM              | DCT4         | Candybar                        |
| Nokia 6225                          | A cores (4096 cores) de Resolução 128 x 128                                                          | 2004    | CDMA2000 1x/AMPS | Desconhecida | Candybar                        |
| Nokia 6230                          | A cores (65 536 cores) de Resolução 128 x 128                                                        | 2004    | GSM              | DCT4         | Candybar                        |
| Nokia 6230i                         | A cores (65 536 cores) de Resolução 208 x 208                                                        | 2005    | GSM              | DCT4         | Candybar                        |
| Nokia 6233                          | A cores (262 144 cores) de Resolução 320 x 240                                                       | 2006    | UMTS/GSM         | BB5.0        | Candybar                        |
| Nokia 6234                          | A cores (262 144 cores) de Resolução 320 x 240                                                       | 2006    | UMTS/GSM         | BB5.0        | Candybar                        |
| Nokia 6235                          | A cores (65 536 cores) de Resolução 128 x 128                                                        | 2005    | CDMA2000 1x      | DCT4         | Candybar                        |
| Nokia 6235i                         | A cores (65 536 cores) de Resolução 128 x 128                                                        | 2005    | CDMA2000 1x/AMPS | Desconhecida | Candybar                        |
| Nokia 6250                          | Monocromático de Resolução 96 x 65                                                                   | 2000    | GSM              | DCT3         | Candybar                        |
| Nokia 6255i                         | A cores (65 536 cores) de Resolução 128 x 160                                                        | 2004    | CDMA2000 1x/AMPS | Desconhecida | Concha                          |
| Nokia 6256i                         | A cores (65 536 cores) de Resolução 128 x 160                                                        | 2004    | CDMA2000 1x/AMPS | Desconhecida | Concha                          |
| Nokia 6260                          | A cores (65 536 cores) de Resolução 176 x 208                                                        | 2004    | GSM              | DCT4         | Concha                          |
| Nokia 6265                          | A cores (262 144 cores) de Resolução 320 x 240                                                       | 2005    | CDMA2000 1x      | Desconhecida | Desliza                         |
| Nokia 6270                          | A cores (262 144 cores) de Resolução 320 x 240                                                       | 2005    | GSM              | BB5.0        | Desliza                         |
| Nokia 6280                          | A cores (262 144 cores) de Resolução 320 x 240                                                       | 2005    | UMTS/GSM         | BB5.0        | Desliza                         |
| Nokia 6300                          | A cores (262 144 cores) de Resolução 320 x 240                                                       | 2006    | GSM              | BB5.0        | Candybar                        |
| Nokia 6310                          | Monocromático de Resolução 96 x 65                                                                   | 2001    | GSM              | DCT4         | Candybar                        |
| Nokia 6310i                         | Monocromático de Resolução 96 x 65                                                                   | 2002    | GSM              | DCT4         | Candybar                        |
| Nokia 6340                          | Monocromático de Resolução 96 x 65                                                                   | 2003    | GAIT             | DCT4         | Candybar                        |
| Nokia 6340i                         | Monocromático de Resolução 96 x 65                                                                   | 2002    | GAIT             | DCT4         | Candybar                        |
| Nokia 6360                          | Monocromático de Resolução 96 x 65                                                                   | 2001    | TDMA             | Desconhecida | Candybar                        |
| Nokia 6370                          | Monocromático de Resolução 96 x 65                                                                   | 2002    | CDMA2000 1x      | Desconhecida | Candybar                        |
| Nokia 6385                          | Monocromático de Resolução 96 x 65                                                                   | 2002    | CDMA2000 1x/AMPS | Desconhecida | Candybar                        |
| Nokia 6500                          | Monocromático de Resolução 96 x 65                                                                   | 2002    | GSM              | DCT4         | Candybar (Cobertura deslizante) |
| Nokia 6510                          | Monocromático de Resolução 96 x 65                                                                   | 2002    | GSM              | DCT4         | Candybar                        |
| Nokia 6560                          | A cores (4096 cores) de Resolução 128 x 128                                                          | 2003    | TDMA/AMPS        | Desconhecida | Candybar                        |
| Nokia 6585                          | A cores (4096 cores) de Resolução 128 x 128                                                          | 2003    | CDMA2000 1x/AMPS | Desconhecida | Candybar                        |
| Nokia 6590                          | Monocromático de Resolução 96 x 65                                                                   | 2002    | GSM              | DCT4         | Candybar                        |
| Nokia 6590i                         | Monocromático de Resolução 96 x 65                                                                   | 2003    | GSM              | DCT4         | Candybar                        |
| Nokia 6600                          | A cores (65 536 cores) de Resolução 176 x 208                                                        | 2003    | GSM              | DCT4         | Candybar                        |
| Nokia 6610                          | A cores (65 536 cores) de Resolução 128 x 128                                                        | 2002    | GSM              | DCT4         | Candybar                        |
| Nokia 6610i                         | A cores (65 536 cores) de Resolução 128 x 128                                                        | 2004    | GSM              | DCT4         | Candybar                        |
| Nokia 6620                          | A cores (65 536 cores) de Resolução 176 x 208                                                        | 2004    | GSM              | DCT4         | Candybar                        |
| Nokia 6630                          | A cores (65 536 cores) de Resolução 176 x 208                                                        | 2004    | UMTS/GSM         | BB5.0        | Candybar                        |
| Nokia 6650                          | A cores (4096 cores) de Resolução 128 x 160                                                          | 2003    | UMTS/GSM         | DCT4         | Candybar                        |
| Nokia 6651                          | A cores (4096 cores) de Resolução 128 x 160                                                          | 2004    | UMTS/GSM         | DCT4         | Candybar                        |
| Nokia 6670                          | A cores (65 536 cores) de Resolução 176 x 208                                                        | 2004    | GSM              | DCT4         | Candybar                        |
| Nokia 6680                          | A cores (262 144 cores) de Resolução 176 x 208                                                       | 2005    | UMTS/GSM         | BB5.0        | Candybar                        |
| Nokia 6681                          | A cores (262 144 cores) de Resolução 176 x 208                                                       | 2005    | GSM              | BB5.0        | Candybar                        |
| Nokia 6682                          | A cores (262 144 cores) de Resolução 176 x 208                                                       | 2005    | GSM              | BB5.0        | Candybar                        |
| Nokia 6800                          | A cores (4096 cores) de Resolução 128 x 128                                                          | 2003    | GSM              | DCT4         | Candybar (teclado extensível)   |
| Nokia 6810                          | A cores (4096 cores) de Resolução 128 x 128                                                          | 2004    | GSM              | DCT4         | Candybar (teclado extensível)   |
| Nokia 6820                          | A cores (4096 cores) de Resolução 128 x 128                                                          | 2004    | GSM              | DCT4         | Candybar (teclado extensível)   |
| Nokia 6822                          | A cores (65 536 cores) de Resolução 128 x 128                                                        | 2005    | GSM              | DCT4         | Candybar (teclado extensível)   |

### Série Nokia 7xxx – Série Moda e Experimental
| Modelo do Telemóvel | Tipo de Ecrã                                                                                       | Lançado   | Tecnologia | Geração      | Formato                         |
| Nokia 7020          | A cores (262.144 cores) de Resolução 320x240/ Visor sécundário: Monocromático de Resolução 160x128 | 2010      | GSM/EGSM   | Desconhecida | Dobrável                        |
| Nokia 7110          | Monocromático de Resolução 96 x 65                                                                 | 1999      | GSM        | DCT3         | Candybar (Cobertura deslizante) |
| Nokia 7160          | Monocromático de Resolução 96 x 65                                                                 | 2000      | TDMA/AMPS  | Desconhecida | Candybar (Cobertura deslizante) |
| Nokia 7190          | Monocromático de Resolução 96 x 65                                                                 | 2000      | GSM        | DCT3         | Candybar (Cobertura deslizante) |
| Nokia 7200          | A cores (65 536 cores) de Resolução 128 x 128                                                      | 2004      | GSM        | DCT4         | Concha                          |
| Nokia 7210          | A cores (4096 cores) de Resolução 128 x 128                                                        | 2002      | GSM        | DCT4         | Candybar                        |
| Nokia 7250          | A cores (4096 cores) de Resolução 128 x 128                                                        | 2003      | GSM        | DCT4         | Candybar                        |
| Nokia 7250i         | A cores (4096 cores) de Resolução 128 x 128                                                        | 2003      | GSM        | DCT4         | Candybar                        |
| Nokia 7260          | A cores (65 536 cores) de Resolução 128 x 128                                                      | 2004      | GSM        | DCT4         | Candybar                        |
| Nokia 7270          | A cores (65 536 cores) de Resolução 128 x 160                                                      | 2004      | GSM        | DCT4         | Concha                          |
| Nokia 7280          | A cores (65 536 cores) de Resolução 104 x 208                                                      | 2004      | GSM        | DCT4         | Batom / Desliza                 |
| Nokia 7360          | A cores (65 536 cores) de Resolução 128 x 160                                                      | 2006      | GSM        | DCT4         | Candybar                        |
| Nokia 7370          | A cores (262 144 cores) de Resolução 240 x 320                                                     | 2006      | GSM        | BB5.0        | Rotativo                        |
| Nokia 7373          | A cores (262 144 cores) de Resolução 240 x 320                                                     | 2006      | GSM/UMTS   | BB5.0        | Rotativo                        |
| Nokia 7380          | A cores (65 536 cores) de Resolução 104 x 208                                                      | 2006      | GSM        | DCT4         | Batom                           |
| Nokia 7600          | A cores (65 536 cores) de Resolução 128 x 160                                                      | 2003      | UMTS/GSM   | DCT4         | Candybar                        |
| Nokia 7610          | A cores (65 536 cores) de Resolução 176 x 208                                                      | 2004      | GSM        | DCT4         | Candybar                        |
| Nokia 7650          | A cores (4096 cores) de Resolução 176 x 208                                                        | 2002      | GSM        | DCT4         | Desliza                         |
| Nokia 7700          | A cores (65 536 cores) de Resolução 640 x 320                                                      | Cancelado | GSM        | DCT4 (APE)   | Candybar                        |
| Nokia 7710          | A cores (65 536 cores) de Resolução 640 x 320                                                      | 2005      | GSM        | DCT4 (APE)   | Candybar                        |

### Série Nokia 8xxx – Série Gama Alta
| Modelo do celular | Tipo de tela                                 | Lançado | Tecnologia  | Geração      | Formato                                |
| Nokia 8110        | Monocromático                                | 1996    | GSM         | DCT2         | Candybar (Cobertura deslizante)        |
| Nokia 8148        | Monocromático                                | 1996    | GSM         | DCT2         | Candybar (Cobertura deslizante)        |
| Nokia 8210        | Monocromático de Resolução 84 x 48           | 1999    | GSM         | DCT3         | Candybar                               |
| Nokia 8250        | Monocromático de Resolução 84 x 48           | 2001    | GSM         | DCT3         | Candybar                               |
| Nokia 8260        | Monocromático de Resolução 84 x 48           | 2000    | TDMA/AMPS   | Desconhecida | Candybar                               |
| Nokia 8265        | Monocromático de Resolução 84 x 48           | 2002    | TDMA/AMPS   | Desconhecida | Candybar                               |
| Nokia 8265i       | Monocromático de Resolução 84 x 48           | 2002    | TDMA/AMPS   | Desconhecida | Candybar                               |
| Nokia 8270        | Monocromático de Resolução 84 x 48           | 2002    | CDMA        | Desconhecida | Candybar                               |
| Nokia 8280        | Monocromático de Resolução 84 x 48           | 2002    | CDMA2000 1x | Desconhecida | Candybar                               |
| Nokia 8290        | Monocromático de Resolução 84 x 48           | 2001    | GSM         | DCT3         | Candybar                               |
| Nokia 8310        | Monocromático de Resolução 84 x 48           | 2001    | GSM         | DCT4         | Candybar                               |
| Nokia 8390        | Monocromático de Resolução 84 x 48           | 2002    | GSM         | DCT4         | Candybar                               |
| Nokia 8800        | Cores (262 144 cores) de Resolução 208 x 208 | 2005    | GSM         | DCT4         | Cobertura de aço inoxidável deslizante |
| Nokia 8801        | Cores (262 144 cores) de Resolução 208 x 208 | 2005    | GSM         | DCT4         | Cobertura de aço inoxidável deslizante |
| Nokia 8850        | Monocromático de Resolução 84 x 48           | 1999    | GSM         | DCT3         | Candybar (Cobertura deslizante)        |
| Nokia 8855        | Monocromático de Resolução 84 x 48           | 2001    | GSM         | DCT3         | Candybar (Cobertura deslizante)        |
| Nokia 8860        | Monocromático de Resolução 84 x 48           | 1999    | TDMA/AMPS   | Desconhecida | Candybar (Cobertura deslizante)        |
| Nokia 8890        | Monocromático de Resolução 84 x 48           | 2000    | GSM         | DCT3         | Candybar (Cobertura deslizante)        |
| Nokia 8910        | Monocromático de Resolução 84 x 48           | 2002    | GSM         | DCT4         | Cobertura de titânio auto-deslizante   |
| Nokia 8910i       | Cores (4096 cores) de Resolução 96 x 65      | 2003    | GSM         | DCT4         | Cobertura de titânio auto-deslizante   |

Esta série é caracterizada pela beleza no design, mas não é só a parte exterior dos celulares que encanta: os seus interiores revelam um nível de recurso nunca visto em nenhuma outra série. Os materiais usados na construção destes celulares aumentaram o seu preço de venda e conferiram-lhes exclusividade.

### Série Nokia 9xxx – Série Smartphone
| Modelo do Telemóvel      | Tipo de Ecrã                                  | Lançado | Tecnologia | Geração    | Formato |
| Nokia 9000 Communicator  | Monocromático de Resolução 640 x 200          | 1996    | GSM        | DCT1       | Concha  |
| Nokia 9000i Communicator | Monocromático de Resolução 640 x 200          | 1997    | GSM        | DCT1       | Concha  |
| Nokia 9110 Communicator  | Monocromático de Resolução 640 x 200          | 1998    | GSM        | DCT3       | Concha  |
| Nokia 9110i Communicator | Monocromático de Resolução 640 x 200          | 2000    | GSM        | DCT3       | Concha  |
| Nokia 9210 Communicator  | A cores (4096 cores) de Resolução 640 x 200   | 2001    | GSM        | DCTL       | Concha  |
| Nokia 9210i Communicator | A cores (4096 cores) de Resolução 640 x 200   | 2002    | GSM        | DCTL       | Concha  |
| Nokia 9290 Communicator  | A cores (4096 cores) de Resolução 640 x 200   | 2002    | GSM        | DCTL       | Concha  |
| Nokia 9300               | A cores (65 536 cores) de Resolução 640 x 200 | 2005    | GSM        | DCT4 (APE) | Concha  |
| Nokia 9300i              | A cores (65 536 cores) de Resolução 640 x 200 | 2006    | GSM        | DCT4 (APE) | Concha  |
| Nokia 9500 Communicator  | A cores (65 536 cores) de Resolução 640 x 200 | 2004    | GSM        | DCT4 (APE) | Concha  |

## Celulares com recursos especiais

### Nokia Eseries – Série Empresarial (Eseries)
| Modelo do celular | Tipo de tela                                    | Lançado | Tecnologia                                                | Plataforma                | Geração                                            | Formato                       |
| Nokia E50         | Cores (262 144 cores) de Resolução 240 x 320    | 2006    | GSM/EDGE                                                  | Séries 60 Terceira Edição | BB5.0                                              | Candybar                      |
| Nokia E60         | Cores (16 777 216 cores) de Resolução 352 x 416 | 2006    | GSM/UMTS                                                  | Séries 60 Terceira Edição | BB5.0                                              | Candybar                      |
| Nokia E61         | Cores (16 777 216 cores) de Resolução 320 x 240 | 2006    | GSM/UMTS                                                  | Séries 60 Terceira Edição | BB5.0                                              | Candybar                      |
| Nokia E62         | Cores (16 777 216 cores) de Resolução 320 x 240 | 2006    | GSM/UMTS                                                  | Séries 60 Terceira Edição | BB5.0                                              | Candybar                      |
| Nokia E65         | Cores (16 777 216 cores) de Resolução 320 x 240 | 2006    | GSM/UMTS                                                  | Séries 60 Terceira Edição | BB5.0                                              | Candybar (teclado extensível) |
| Nokia E70         | Cores (16 777 216 cores) de Resolução 352 x 416 | 2006    | GSM (Estados Unidos da América) or GSM/UMTS (Europa/Ásia) | Séries 60 Terceira Edição | BB5.0                                              | Candybar (teclado extensível) |
| Nokia E71         | Cores (16 777 216 cores) de Resolução 352 x 416 | 2008    | GSM/UMTS                                                  | Séries 60 Terceira Edição | BB5.0                                              | Teclado QWERTY Físico         |
| Nokia E5          | Cores (16 777 216 cores) de Resolução 320 x 240 | 2010    | GSM/GPRS/HSDPA/UMTS                                       | Series 60 Terceira Edição | Monobloco, com teclado QWERTY físico               |                               |
| Nokia E6          | Cores (16 777 216 cores) de Resolução 640 x 480 | 2010    | GSM/GPRS/HSDPA/UMTS                                       | Symbian Anna              | Monobloco, com touchscreen e teclado QWERTY físico |                               |
| Nokia E7          | Cores (16 777 216 cores) de Resolução 360 x 640 | 2010    | GSM/GPRS/HSDPA/UMTS                                       | Symbian^3                 | Slide, com touchscreen e teclado QWERTY físico     |                               |

### Nokia Nseries – Série Computador Multimédia
| Modelo do Telemóvel | Tipo de Ecrã                                         | Lançado | Tecnologia                                 | Geração             | Formato                                    |
| Nokia N70           | A cores (262 144 cores) de Resolução 176 x 208       | 2005    | GSM/UMTS                                   | BB5.0               | Candybar                                   |
| Nokia N71           | A cores (262 144 cores) de Resolução 320 x 240       | 2006    | GSM/UMTS                                   | BB5.0               | Concha                                     |
| Nokia N72           | A cores (262 144 cores) de Resolução 176 x 208       | 2006    | GSM                                        | BB5.0               | Candybar                                   |
| Nokia N73           | A cores (262 144 cores) de Resolução 320 x 240       | 2006    | GSM/UMTS                                   | BB5.0               | Candybar                                   |
| Nokia N78           | A cores (262 144 cores) de Resolução 320 x 240       | 2008    | GSM/UMTS                                   | BB5.0               | Monobloco                                  |
| Nokia N80           | A cores (262 144 cores) de Resolução 352 x 416       | 2006    | GSM/UMTS                                   | BB5.0               | Desliza                                    |
| Nokia N82           | A cores (262 144 cores) de Resolução 352 x 416       | 2006    | GSM EGPRS UMTS WLAN WCDMA HSDPA EGSM       | BB5.0               | Candybar                                   |
| Nokia N90           | A cores (262 144 cores) de Resolução 352 x 416       | 2005    | GSM/UMTS                                   | BB5.0               | Concha                                     |
| Nokia N91           | A cores (262 144 cores) de Resolução 176 x 208       | 2005    | GSM/UMTS                                   | BB5.0               | Desliza                                    |
| Nokia N92           | A cores (16 777 216 cores) de Resolução 320 x 240    | 2006    | GSM/UMTS                                   | BB5.0               | Concha                                     |
| Nokia N93           | A cores (262 144 cores) de Resolução 320 x 240       | 2006    | GSM/UMTS                                   | BB5.0               | Concha                                     |
| Nokia N95           | A cores (16 milhões de cores) de Resolução 320 x 240 | 2007    | GSM/UMTS                                   | BB5.0               | Desliza                                    |
| Nokia N97           | A cores (16 milhões de cores) de Resolução 640 x 360 | 2008    | GSM EGPRS UMTS WLAN WCDMA HSDPA EGSM       | Desconhecido        | Slide, Teclado QWERTY com tela touchscreen |
| Nokia N8            | A cores (16 milhões de cores) de Resolução 360 x 640 | 2010    | GSM EGPRS UMTS WLAN WCDMA HSDPA HSUPA EGSM | Symbian^3           | Tela touchscreen                           |
| Nokia N9            | A cores (16 milhões de cores) de Resolução 480 x 850 | 2011    | GSM EGPRS UMTS WLAN WCDMA HSDPA HSUPA EGSM | MeeGo 1.2 Harmattan | Tela Touchscreen                           |
| Nokia N900          | A cores (16 milhões de cores) de Resolução 480 x 800 | 2009    | GSM EGPRS UMTS WLAN WCDMA HSDPA EGSM       | Linux OS Maemo 5    | Slide, Teclado QWERTY com tela touchscreen |

### Console de Videogames
| Modelo do celular | Tipo de tela                              | Lançado | Tecnologia | Geração | Formato  |
| N-Gage            | Cores (4096 cores) de Resolução 176 x 208 | 2003    | GSM        | DCT4    | Barra    |
| N-Gage QD         | Cores (4096 cores) de Resolução 176 x 208 | 2004    | GSM        | DCT4    | Candybar |

### Serie C
Esta série de aparelhos destina-se a modelos voltados à uso econômico e à comunicação, de modelos dual-sim com características básicas e modelos com recursos intermediários. Composta por modelos como: C5-00, C3-00, C6-00, C1-00, C1-01, C1-02, C2-00, C3-01 Touch and Type, C7-00, C6-01, C5-03, C2-01

### Serie X
Esta série é voltada ao entretenimento e música, com as características dos aparelhos da linha XpressMusic, com melhores auto-falantes e teclas dedicadas para acesso ao tocador de mídia e rádio FM. Composta por modelos como: X1-01, X1-00, X3-00, X6-00, X5-00, X2-00, X5-01, X3-02 Touch and Type, X2-01, X2-02, X2-05 e X7-00.
- Vale notar que existe quatro aparelhos que são da linha X, porém não pertencem a essa categoria.

- Esses aparelhos são o Nokia X, o Nokia X+, o Nokia XL e o Nokia X2.

### Série 100
Nova série de aparelhos de entrada, com recursos básicos, com sistemas Nokia OS S30 e S40. Composta dos modelos: 100, 101, 109, 110, 111, 112, 113 e 114.

### Série 200
Nova série de aparelhos intermediários, com melhores recursos de comunicação, com sistema Nokia OS S40 6ª edição. Composta dos modelos: Asha 200, Asha 201, Asha 202, Asha 203, Asha 205, 206.

### Série 300
Nova série de aparelhos intermediários, com recursos mais avançados de mídia e comunicação, com sistema Nokia OS S40 6ª edição e S40 asha touch. Composta dos modelos: Asha 300, Asha 302, Asha 303, Asha 305, Asha 306, Asha 308, Asha 309 e Asha 311.

### Série 500
Série formada por aparelhos smartphones de entrada com sistema S60 Symbian e Windows Phone. Composta pelos modelos: 500 (Symbian) Lumia 505 (Windows Phone 7.8), Lumia 510 (Windows Phone 7.5), Lumia 520 (Windows Phone 8) e o novo Lumia 530 (Windows Phone 8.1).

### Série 600
Série formada por aparelhos smartphones intermediários com sistema Symbian e Windows Phone. Composta pelos modelos: 600 (Symbian), 603 (Symbian), Lumia 610 (Windows Phone 7.5), Lumia 610C (Windows Phone 7.5 para a China), Lumia 620 (Windows Phone 8), Lumia 625 (Windows Phone 8), Lumia 630 (Windows Phone 8.1) e Lumia 635 (Windows Phone 8.1).

### Série 700
Série formada por aparelhos smartphones intermediários com sistema Symbian e Windows Phone. Composta pelos modelos: 700 (Symbian), 701 (Symbian), 702T (Symbian para a China), Lumia 710 (Windows Phone 7.5), Lumia 720 (Windows Phone 8), Lumia 730 (Windows Phone 8.1) e Lumia 735 (Windows Phone 8.1).

### Série 800
Série formada por aparelhos smartphones com recursos avançados e sistema Symbian e Windows Phone. Composta pelos modelos: Lumia 800 (Windows Phone 7.5), Lumia 800C (Windows Phone 7.5 para a China), 801T (Symbian para a China), 808 PureView (Symbian), Lumia 820 (Windows Phone 8) e Lumia 830 (Windows Phone 8.1).

### Série 900
Série formada por aparelhos smartphones com recursos de topo e sistema Windows Phone. Composta pelos modelos: Lumia 900 (Windows Phone 7.5), Lumia 920 (Windows Phone 8), Lumia 925 (Windows Phone 8) e Lumia 930 (Windows Phone 8.1).

### Série 1000
Série formada por aparelhos smartphones com recursos de topo e sistema Windows Phone. Composta pelos modelos: Lumia 1020 (Windows Phone 8), Lumia 1320 (Windows Phone 8) e Lumia 1520 (Windows Phone 8).

## Nokia (HMD Global)
Nokia 2
Nokia 3
Nokia 5
Nokia 6
Nokia 7
Nokia 8
Há ainda uma nova versão do clássico Nokia 3310 e versões novas do Nokia 105 e do Nokia 130.